# Pigs on the Wing
Pistes de Animals
Part 1 : aucune
Part 2 : Sheep Part 1 : Dogs
Part 2 : aucune
Pigs on the Wing est une chanson en deux parties du groupe Pink Floyd, qui ouvre et clôt l'album Animals, sorti en 1977.
Ces deux parties forment un contraste marqué avec les trois autres chansons de l'album, cyniques et misanthropiques : à l'inverse, Pigs on the Wing suggère qu'être accompagné peut nous aider à surmonter nos faiblesses. Roger Waters a affirmé, dans diverses interviews, qu'il s'agissait d'une déclaration d'amour à sa nouvelle femme, Carolyne Christie après s'être séparé de sa première épouse, Judy Trim.
Leur construction est simple, avec pour seul instrument une guitare acoustique tenue par Waters.
Sur la version en cartouche 8 pistes de l'album, les parties 1 et 2 ont été liées par un pont à la guitare électrique interprété par Snowy White. Ce dernier joue le solo de guitare à la fin de la partie 2 durant la tournée Animals, pendant laquelle la chanson est interprétée avec batterie, guitares rythmiques et claviers.
En anglais, le titre de la chanson est une expression qui était utilisée pour désigner un ennemi par les pilotes de chasse. Aujourd'hui, c'est une façon de qualifier une personne indésirable ou un ennemi caché.

## Personnel
- Roger Waters – guitare acoustique, chant